# Jürgen Schwarz (Fußballspieler)
Jürgen Schwarz (* 29. Dezember 1964) ist ein ehemaliger deutscher Fußballspieler. 1989/90 spielte er für Fortschritt Bischofswerda in der DDR-Oberliga, der höchsten Liga im DDR-Fußball.

## Sportliche Laufbahn
1987 wurde der 22-jährige Jürgen Schwarz mit der drittklassigen TSG Gröditz Meister der Bezirksliga Dresden. Im Laufe der Saison 1987/88 wechselte er zur in Hoyerswerda ansässigen Betriebssportgemeinschaft (BSG) Aktivist Schwarze Pumpe in die zweitklassige DDR-Liga. Dort wurde er von der Rückrunde an in zwölf der siebzehn Punktspiele eingesetzt. Er spielte hauptsächlich im Sturm, wurde aber meistens in der zweiten Halbzeit ausgewechselt. Erst als mit Horst Peschke zur Spielzeit 1988/89 ein neuer Trainer kam, konnte Schwarz dauerhaft Fuß fassen und bestritt 32 der 34 Ligaspiele. Nach anfänglichen Versuchen als Stürmer setzte ihn Peschke nur noch im Mittelfeld ein. Dort entwickelte sich Schwarz mit dreizehn Treffern zum erfolgreichen Torschützen und wurde von der Sportpresse mehrfach als bester Spieler seiner Mannschaft herausgestellt. 
Zur Saison 1989/90 nahm Jürgen Schwarz erneut einen Mannschaftswechsel vor und schloss sich dem Oberligaaufsteiger Fortschritt Bischofswerda an. Trainer Harald Fischer setzte ihn wieder im Angriff ein, mit der Folge, dass Schwarz bei seinen zwölf Hinrundeneinsätzen nur am 5. und 9. Spieltag jeweils ein Tor schoss. In der Rückrunde übernahm Horst Rau das Training. Bei ihm war Schwarz nur noch Ersatzspieler, stand nur zweimal in der Startelf und bestritt acht weitere Punktspiele nur als Einwechselspieler. Zu weiteren Toren kam er nicht. Die BSG Fortschritt beendete die Saison als Absteiger, bildete sich wendebedingt in den Fußballverein Fortschritt um und trat in der ebenfalls umbenannten zweitklassigen NOFV-Liga an. Jürgen Schwarz gehörte auch 1990/91 zum Kader der Bischofswerdaer, blieb aber unter Horst Rau weiter nur Reservespieler. Bis zum Ende der Hinrunde absolvierte Schwarz als Einwechsler noch sieben Ligaspiele, danach verabschiedete er sich mit unbekannten Ziel und tauchte nicht mehr im höherklassigen Fußball auf. 